# Barista

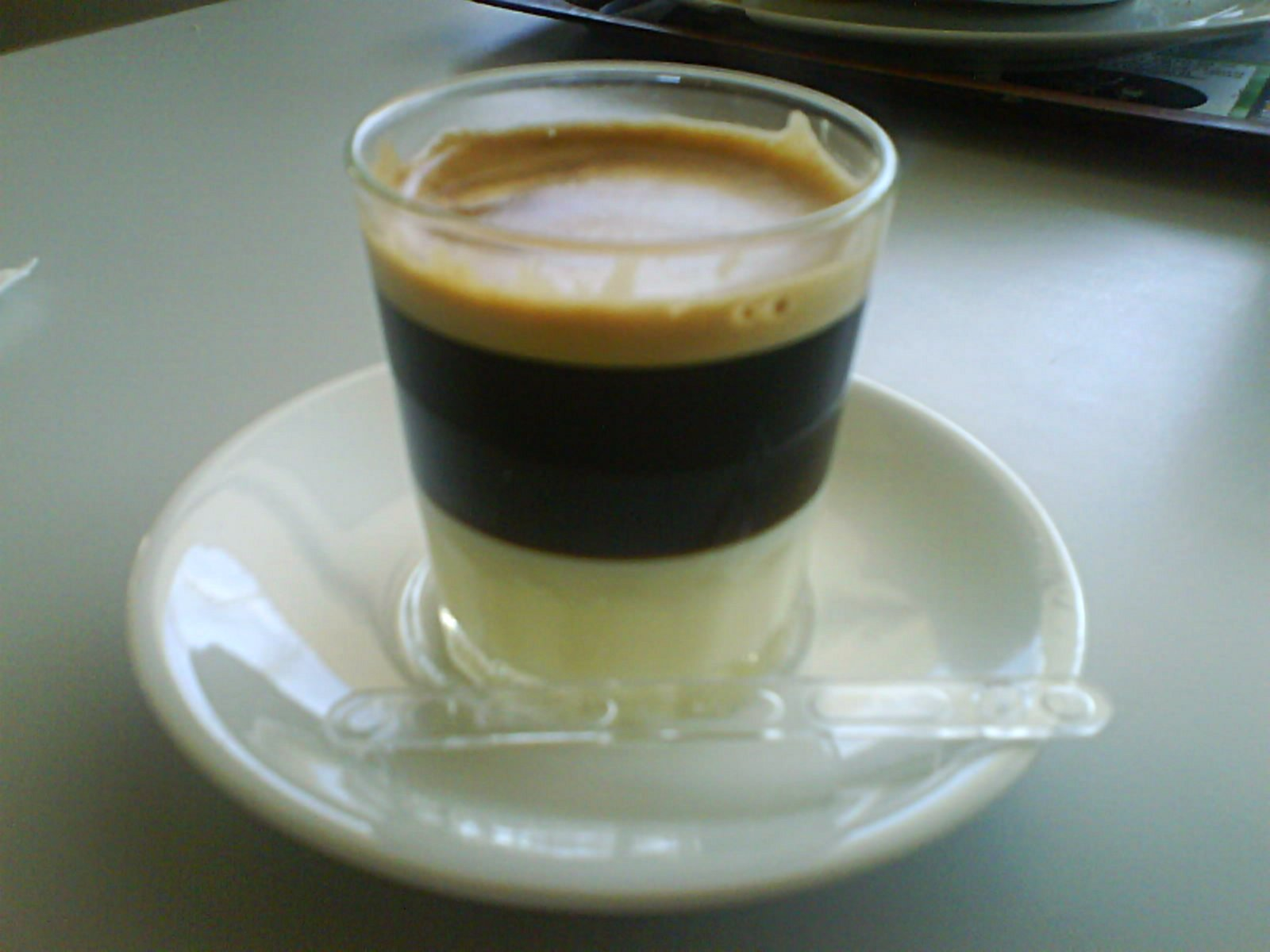
Cafè bombó

Un barista és una ‘persona especialitzada en la preparació de begudes a base de cafè exprés', segons el Termcat. És, doncs, un professional especialitzat per distingir diferents tipus de cafè, elaborar-ne mescles òptimes i saber-ne destacar unes característiques determinades, segons el grau de torrefacció del gra, la màquina en què es prepara, etcètera. A més, també decoren el cafè mitjançant dibuixos en la seva superfície i pot emprar diversos tipus de llets, essències i licors. També és el responsable de la presentació de les begudes i pot complementar el seu treball amb art del latte o l'art de l'escuma.
La paraula barista és d'origen italià i es refereix a una persona especialitzada en cafè. És un mot format per l’arrel bar i el sufix –ista. No designa un ‘ofici relacionat amb’, sinó a l’especialista del cafè. Aquest mot és una mena d’equivalent al sommelier, però enlloc d'especialitzar-se en vins, ho ha fet en cafè.
Per ser un bon barista cal molta experiència teòrica i pràctica. Ha de ser una persona capaç de distingir els diferents tipus de cafè per a poder arribar a una mescla o saber ressaltar les característiques d'un origen únic, per això ha de conèixer el procés de torrat i els diferents graus existents. A més, ha de conèixer la qualitat de l'aigua, duresa, pH, etc., així com els diferents tipus de preparació del cafè: en cafetera de filtre, a l'estil turc, en cafetera italiana, en cafetera exprés, en premsa francesa i altres.
Amb la cafetera exprés es poden elaborar algunes de les preparacions de cafè més conegudes i consumides. A Catalunya el ventall de tipus de cafè que es consumeixen és molt ampli. De tots ells, els més consumits són els següents: el cafè amb llet, el tallat, el capuccino, el cafè moca, el cafè tallat amb llet emulsionada o macchiato, el cigaló o cafè amb gotes, el trifàsic, etc.
Per a preparar versions modernes es vaporitza la llet amb la llanceta de la màquina, aportant-li escuma i textura en diferents mesures.
Es pot consultar en línia un Museu virtual del Cafè amb anuncis, fotografies i publicitat de marques de cafè de Catalunya antigues i modernes.